# Giáo hoàng Piô V
Thánh Giáo hoàng Piô V, (Tiếng Latinh: Sancte Pie V, tiếng Ý: San Pio V) là vị giáo hoàng thứ 225 của giáo hội Công giáo. Ông đã được giáo hội suy tôn là thánh sau khi qua đời.
Theo niên giám tòa thánh năm 1806 thì ông đắc cử Giáo hoàng năm 1566 và ở ngôi Giáo hoàng trong 6 năm 3 tháng 25 ngày. Niên giám tòa thánh năm 2003 xác định ông đắc cử Giáo hoàng ngày 7 tháng 1 năm 1566, ngày khai mạc chức vụ mục tử đoàn chiên chúa là ngày 17 tháng 1 và ngày kết thúc triều đại của ông là ngày 1 tháng 5 năm 1572.

## Trước khi trở thành giáo hoàng
Giáo hoàng Piô sinh ngày 17 tháng 1 năm 1504 tại làng Bosco (xứ Piémont) Alêsan, ông có tên thật là Ghiliêri. Khi rửa tội, ông có tên Antôniô Micae. Được sinh ra trong một gia đình quý tộc nhưng không khá giả, chỉ đủ ăn, từ lúc nhỏ ông đã phải góp tay vào việc lao động giúp đỡ cha mẹ, Ông phải đi chăn chiên, cừu. Ghiliêri chỉ được tới trường khi ông lên tuổi 13. Trong dịp gặp gỡ hai tu sĩ dòng Đa Minh, vì thấy sự thông minh cũng như nhân đức của ông, họ đã xin phép đưa ông về sống với họ và ông đã xin gia nhập Dòng Đa Minh và sau những thời gian tu luyện, nhà tập, ông đã được nhà Dòng chấp nhận cho khấn trọng thể.
Ồng đã theo đuổi những năm triết học và thần học theo giáo luật. Mãn thần học ở đại học Bologne, ông đã được nhà Dòng cho lãnh nhận sứ vụ linh mục năm 1528 qua tay Giám mục. Ông đã làm giáo sư triết và thần học ở đại học Bologne suốt 15 năm.
Với lòng nhiệt thành, sự thông minh và lòng nhân ái nhưng đầy quả cảm, Năm 1555, Giáo hoàng Piô IV đã đặt ông làm bộ trưởng thánh vụ, Giám mục Népi và Sutri. Chỉ hai năm sau đó, Giáo hoàng Piô IV lại cất nhắc ông lên chức Hồng Y. Năm 1559, Giáo hoàng lại giao cho ông tòa Mondovi trong xứ Piémont. Dù trên ngôi cao, ông vẫn giữ sự khắc khổ, khó nghèo: ăn mặc thô sơ và từ chối mọi của cải, gia tài cha mẹ chia cho ông.
Trong lòng hồng y đoàn, ông mạnh mẽ chống lại Piô IV là người muốn chấp nhận Ferdinand de Médicis, vừa mới 13 tuổi vào hồng y đoàn, cũng như chống lại Maximilianô II là người muốn loại bỏ sự độc thân của linh mục.

## Nhiệm kỳ giáo hoàng

### Cải tổ
Ngày 7 tháng 1 năm 1566, ông đã được cơ mật viện bầu vào ngôi tòa Giáo hoàng khi ông 62 tuổi. Ông trở thành người kế nhiệm Giáo hoàng Piô IV và lấy tên là Piô V.
Ông thực hiện đầy đủ các quyết định của Công Đồng Trent, ông tự đề bạt mình có đặc quyền trong công việc cải tổ lại phong tục của Giáo hội. Ông mạnh mẽ buộc các chủng viện phải đảm bảo các linh mục tương lai có được trình độ học vấn tốt. Ông sử dụng rộng rãi toà án Pháp Đình đối với những trường hợp chống đối.Ông củng cố, thánh hóa hàng giáo sĩ, cẩn thận, cân nhắc việc đề bạt Giám mục và rất cẩn thận trong việc truyền chức cho các đại chủng sinh.
Đăng quang Giáo hoàng, ông bắt tay ngay vào việc thánh hóa hàng giáo sĩ. Ông là vị Giáo hoàng đầu tiên được bầu sau Công đồng Trentô, ông bám sát vào việc cho áp dụng các sắc lệnh của công đồng này, trong một bầu không khí chiến tranh tôn giáo lúc đó đang tàn phá Âu châu.
Ông là nhà canh tân các phong tục ở Rôma, bài trừ các tệ nạn ở ngay trong Tòa thánh. Ông được thánh Carôlô Borrômêô ở Milan và dòng Oratiô của thánh Phillipphê Nêri giúp đỡ trong công việc này; ông đã tái lập kỷ luật trong nhiều Dòng tu. Năm 1569, ông cải cách phòng biên niên của Tòa thánh, lo việc nhượng các bổng lộc giáo hội và tòa ân giải tông tòa.

### Phụng vụ

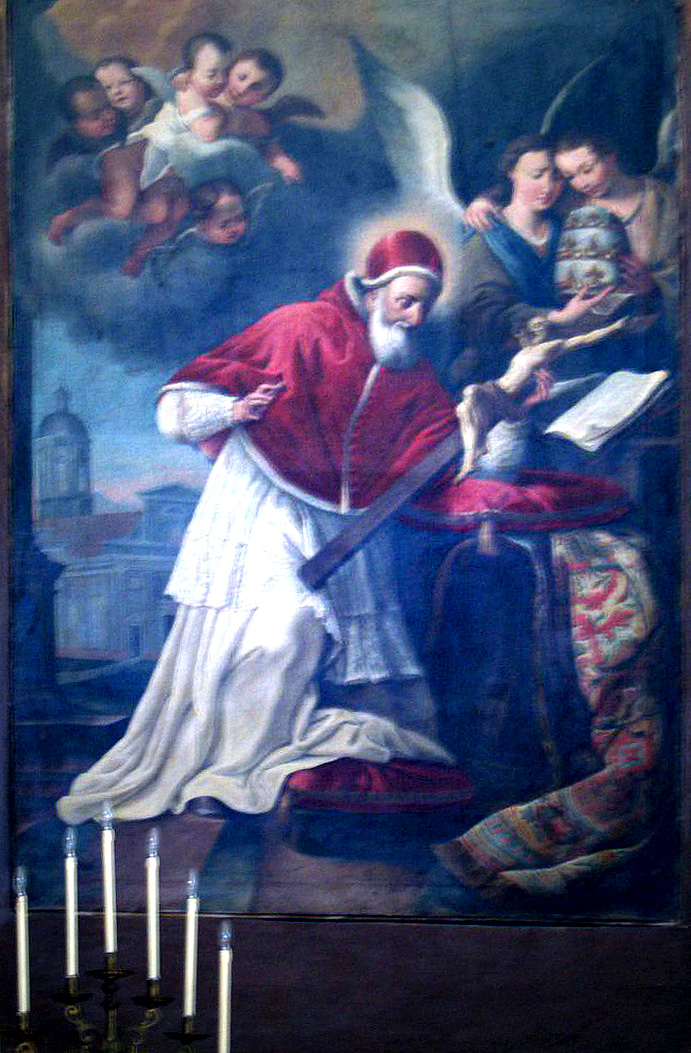
Sự ngây ngất của Giáo hoàng Piô V, tranh của Baldassarre Croci (1602 - 1603); Basilica of Santa Maria degli Angeli, Assisi, Ý

Để thống nhất phụng vụ, ông cho thiếp lập quyển Sách lễ Rôma (1570) và sách Nhật tụng Rôma (1568) trong bản in điển hình, được sử dụng cho đến Công đồng Vatican II; và để phát triển việc giáo huấn đức tin, ông cho ra đời quyển sách giáo lý giáo hoàng của Công đồng Trentô cuốn Kinh bổn công đồng (1566). Nghi thức Trentô đã được thiết lập bằng sắc chỉ Quo Primum ngày 14 tháng 7 năm 1570. Các luật chữ đỏ do Piô V đưa ra đã gây ảnh hưởng sâu rộng trên phụng vụ toàn thế giới, bắt buộc mọi nơi phải theo sách này khi dâng thánh lễ.
Ông cũng chấp nhận hình thức lễ thầm (messe basse) và quy định trật tự rõ ràng cho thánh lễ này. Trước đó, ở thời trung cổ, nhiều sách lễ đã đưa ra những quy định cần thiết phải cử hành khi không có thầy phó tế, không có ca đoàn.
Vị Giáo hoàng tu sĩ Đôminicô này đã công bố thánh Tommaso d'Aquino là Tiến sĩ của Giáo hội. Ông cho xuất bản bộ Tổng luận thần học và bắt buộc phải dùng trong các trường đại học.
Lo lắng về tính chính thống, ông đã lên án Baðus, vì các học thuyết quá gần với Lutêrô của ông. Ông đã thành lập hai ủy ban hồng y để lo việc cải hóa những người lạc giáo và những người vô tín và thiết lập Thánh bộ Kiểm duyệt (Congrégation de l’Index) để giám sát các tài liệu xuất bản.
Để ngăn chặn sự bành trướng của lạc giáo, ông cổ vũ nền văn hoá cho quần chúng, cương quyết bảo vệ đức tin, củng cố đức tin cho mọi người và tìm mọi cách chống lại các trào lưu, các tư tưởng nghịch với giáo lý công giáo và các bè rối, ly giáo,… Trong cố gắng cải tổ Giáo hội và Tòa Thánh Vatican. Giáo hoàng Piô đã ra đoản sắc In Coena Domini nhắc đến nhiệm vụ của bậc vua chúa.

### Phục vụ người nghèo

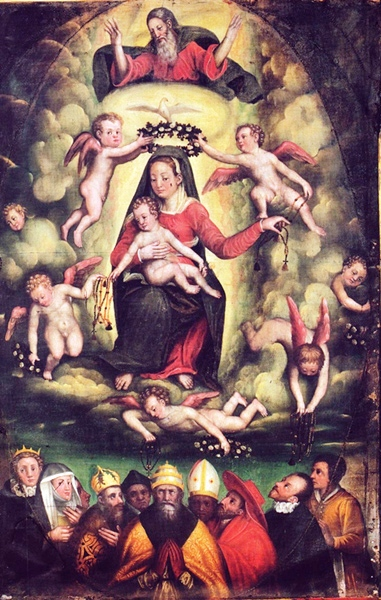
Ambrogio Oliva, Madonna del Rosario, tại nhà thờ của SS. Nome di Gesù e del Rosario (Madonna del Rosario), Occimiano, tỉnh Alessandria, Ý với hình giáo hoàng Piô V ở giữa những người phía dưới chân Maria

Giáo hoàng Piô V được xem là người rất khiêm tốn, hiền lành nhưng đầy quả cảm, cương quyết. Ông mở rộng lãnh vực hoạt động và đã đem lại nền hòa bình cho nhiều quốc gia trên thế giới.
Ông rất thương người nghèo và bệnh nhân. Ông kiên trì phục vụ người nghèo và người đau yếu qua việc xây cất các bệnh viện, cung cấp thực phẩm cho người nghèo đói và lấy tiền của dùng để tổ chức tiệc tùng cho đức Giáo hoàng mà giúp đỡ các người tân tòng nghèo ở Rôma. Đây là lòng nhân đức nổi bật của Giáo hoàng Piô V.
Ông cũng có lòng sùng kính Đức mẹ, ông làm mọi việc dưới sự che chở, phù hộ của Maria.

### Đối ngoại
Năm 1570, ông phạt vạ tuyệt thông nữ hoàng nước Anh là Elizabeth I khi bà dùng áp lực để khai trừ ảnh hưởng của Công giáo ở Anh. Việc ông dứt phép thông công nữ hoàng Elizabeth nước Anh đã kéo theo một cuộc bách hại dai dẳng những người Công giáo Anh. Ông đã qua đời trước khi nhà thờ thánh Bathôlômêô bị đập phá.
Ở Hà Lan, ông khuyến khích công tước Albo dứng lên chống giáo phát Tin Lành. Ở Ý và Tây Ban Nha, phong trào bài trừ lạc thuyết cũng được cổ vũ.
Ở Pháp, Catherine Médicis vẫn còn che chỏ và nhượng bộ Tin lành, ông tìm cách gây ảnh hưởng nơi Quốc hội để họ bảo vệ đức tin Công giáo. Ở Đức, Hoàng Đế Maximilian II muốn nghiêng theo chính sách hòa giải và nhượng bộ của Carlos Quonto, Giáo hoàng Piô V đe phạt vạ.

### Liên minh chống Thổ Nhĩ Kỳ
Dưới triều của ông một sự kiện lịch sử lớn đối với Giáo hội cũng như đối với toàn thể phương Tây đã diễn ra: trận chiến Lepanto năm 1571, hải quân Kitô Giáo đánh quân Thổ Nhĩ Kỳ đại bại. Ông đã tạo nên liên minh sau này và đánh thắng quân Thổ ở trận Lepanto (ngày 7 tháng 10 năm 1571) và ông đã làm cho kỷ niệm cuộc chiến thắng này được lưu truyền mãi mãi với lễ Rất Thánh Mân Côi.
Giáo hoàng Piô V đã tổ chức liên minh Công giáo để chống với đế quốc Thổ Nhĩ Kỳ. Các nước Công giáo Tây phương lâm nguy trước sức mạnh của quân Hồi giáo. Piô V lên tiếng kêu gọi các vua chúa gia nhập Thập Tự Quân. Nhưng chỉ có vua Tây Ban Nha là Felipe III và các ông hoàng của Ý.
Sau khi hai thành Nicosia và Famagouste thất thủ (6 tháng 8 năm 1571), Giáo hoàng Piô V xúc tiến việc tiến quân. Ngày 8 tháng 9 năm 1571, đội Thập Tự Quân lên đường, khởi hành từ Messina ngày 16 tháng 9, đội quân với 209 chiến thuyền kéo thẳng tới vịnh Lepanto gần Hy Lạp. Ngày 7 tháng 10 năm 1571, hai bên gặp nhau.
Theo lệnh của Giáo hoàng Piô V, khi kèn đồng vang lên, mọi quân binh phải kêu cầu chúa Ba Ngôi và đọc kinh kính mừng Maria. Một biến cố đã xảy ra khi mặt trời đột ngột chuyển hướng khiến cho quân của Giáo hoàng chuyển bại thành thắng. Sau chiến thắng này, để ghi nhớ Giáo hoàng Piô V đã lập lễ Đức Mẹ chiến thắng để ghi ơn "Đức Mẹ phù hộ các giáo hữu". Lễ này đến sau được Giáo hoàng Grêgôriô XVI đổi tên, gọi là lễ đức mẹ mân côi, mừng long trọng vào ngày Chủ nhật đầu tháng 10.

## Qua đời

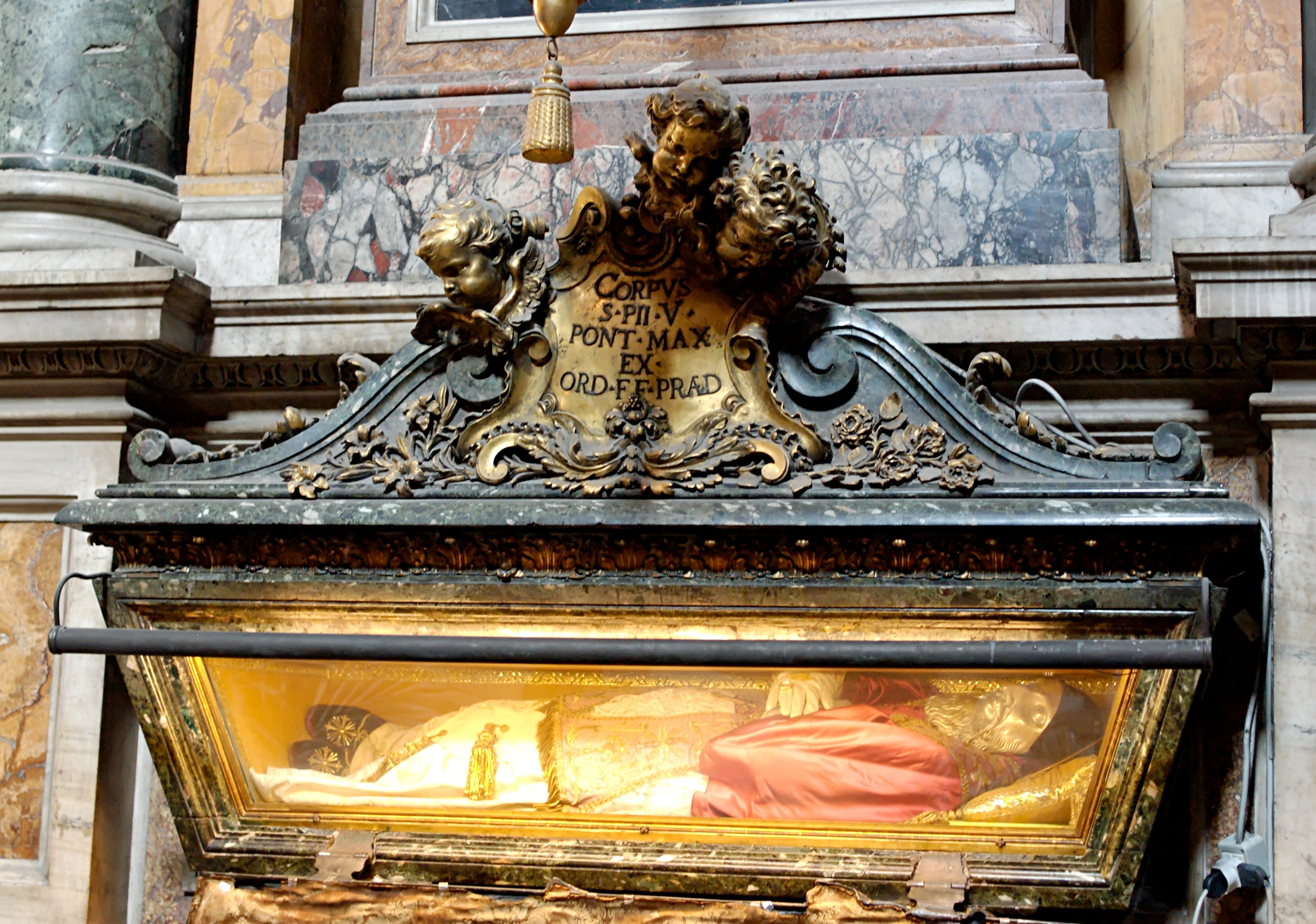
Hầm mộ của giáo hoàng Piô V trong nhà nguyện Sistine của Basilica di Santa Maria Maggiore.

Giáo hoàng Piô V qua đời ngày 1 tháng 5 năm 1572, sau một cơn bệnh nặng, hưởng thọ 68 tuổi. Người kế nhiệm ông là Giáo hoàng Grêgôriô XIII (1572 - 1585). Năm 1696, quá trình phong thánh cho Piô V đã bắt đầu thông qua những nỗ lực của Master of the Order of Preachers, Antonin Cloche. Ông cũng ngay lập tức đưa một ngôi mộ của điêu khắc Pierre Gros Trẻ được dựng lên trong nhà nguyện Sistine của Vương cung Thánh đường Santa Maria Maggiore.
Di hài của Piô V đã được đặt trong đó vào năm 1698. Giáo hoàng Clêmentê X đã cất nhắc ông lên bậc chân phước, Giáo hoàng Clêmentê XI (1700 - 1721) đã tôn phong ông lên bậc hiển thánh vào ngày 24 tháng 5 năm 1712.
Trong năm sau, 1713, ngày Lễ Thánh Bổn Mạng của ông đã được đưa vào Lịch Rôma, cho lễ kỷ niệm ngày 5 tháng 5, với thứ hạng của "đôi", tương đương với "Third-Class Feast" tại Lịch Rôma năm 1962, với việc "tưởng niệm". Năm 1969, ngày lễ kính của ông đã được chuyển thành ngày 30 tháng 4, một ngày trước ngày kỷ niệm về cái chết của ông.
Thánh Giáo hoàng Piô V cũng giúp tài chính trong việc xây dựng thành phố Valletta, thủ đô xứ Malta bằng cách gửi kỹ sư Francesco Laparelli của mình đến thiết kế những bức tường kiên cố.